# Latéralisation cérébrale inversée
 (décembre 2014).
Si vous disposez d'ouvrages ou d'articles de référence ou si vous connaissez des sites web de qualité traitant du thème abordé ici, merci de compléter l'article en donnant les références utiles à sa vérifiabilité et en les liant à la section « Notes et références ».
La latéralisation cérébrale inversée se base sur le modèle initial de Levy et Reid.

## Description
Dans la littérature anglo-saxonne, il est fait référence à la « Levy-Reid hypothesis ».
Ce modèle se résume ainsi :
- Les droitiers qui écrivent avec le stylo au-dessous de la ligne d'écriture ont les aires du langage dans l'hémisphère gauche. (Latéralisation la plus fréquente ; ex.: Leonard Bernstein).
- Les gauchers qui écrivent avec le stylo au-dessus de la ligne d'écriture ont les aires du langage dans l'hémisphère gauche. (Seconde fréquence de latéralisation ; Barack Obama écrit de cette manière comme le montrent des photos officielles de signatures de traités).
- Les gauchers qui écrivent avec le stylo au-dessous de la ligne d'écriture ont les aires du langage dans l'hémisphère droit. (Donc inversés contrairement aux gauchers du cas 2.; ex.: L. Frank Baum).
- Les droitiers qui écrivent avec le stylo au-dessus de la ligne d'écriture ont les aires du langage dans l'hémisphère droit. (Donc inversés alors qu'ils sont droitiers).

## Galerie

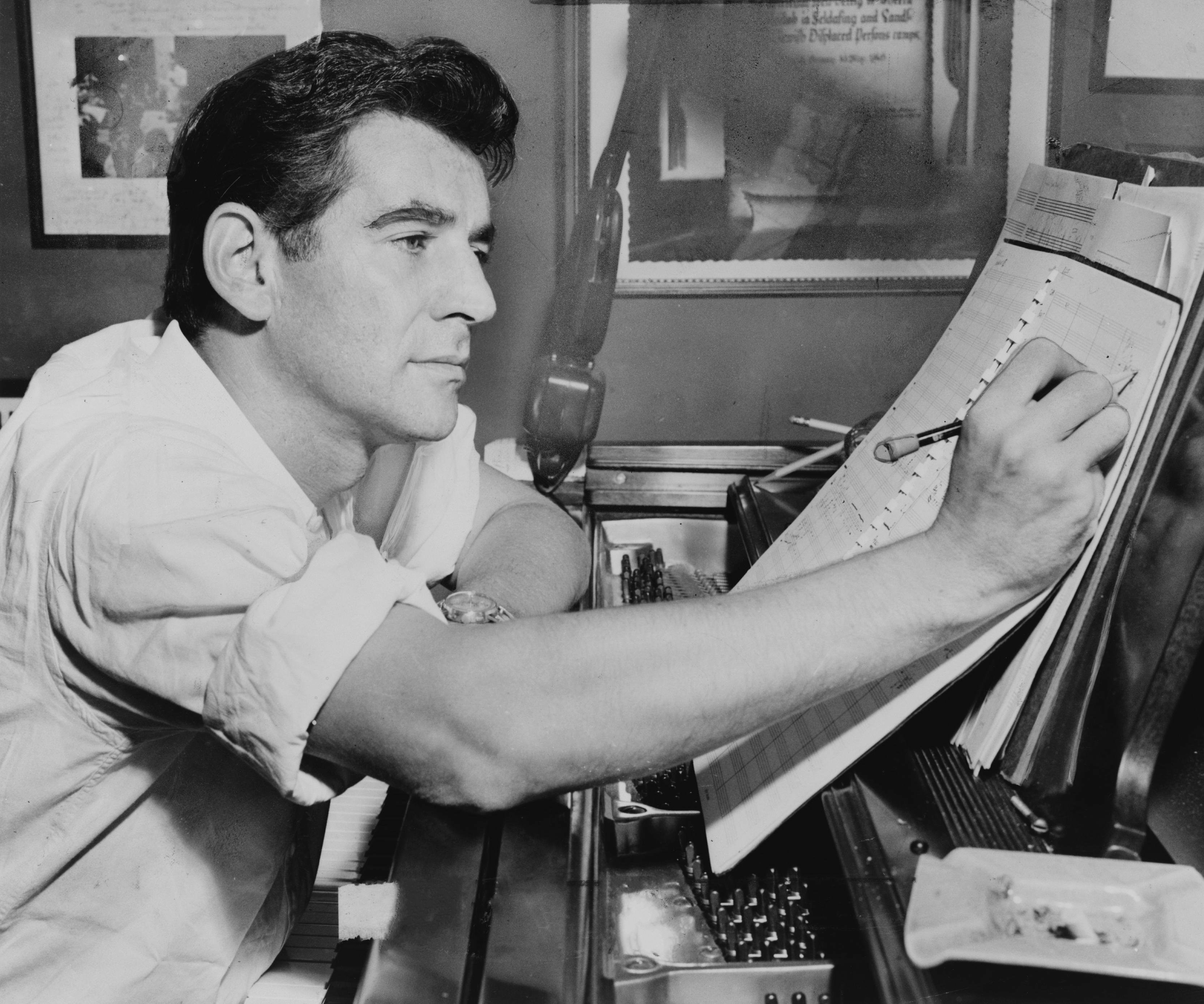
Un droitier, Leonard Bernstein
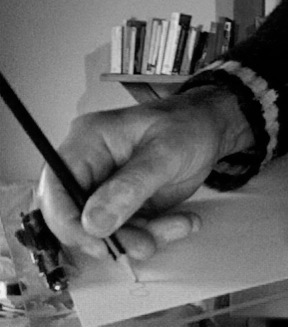
Un droitier inversé
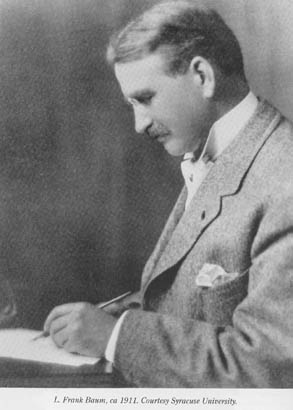
Un gaucher inversé, L. Frank Baum

## Controverse
Certains chercheurs ont tenté de montrer que les méthodes qui permettent d'établir le lien entre la position de la main et la latéralisation cérébrale ne sont pas fiables (Cohen, 1991).

## Confirmation du modèle
En 1993, Duckett, Gibson et Salama étudient le lien entre latéralisation cérébrale et position de la main pour une cohorte de patients affectés par un accident vasculaire cérébral.
Leurs travaux confirment le modèle de Levy et Reid décrit ci-dessus tout en suggérant que des études plus approfondies soient faites pour ce qui est des personnes utilisant d'autres langues que les langues indo-européennes ou les langues chamito-sémitiques. 

## Sources